# 小林裕之 (システム工学者)
小林 裕之（こばやし ひろゆき、1972年 - ）は、日本のIoT/AIシステムデザイン工学者。大阪工業大学ロボティクス＆デザイン工学部システムデザイン工学科教授、工学博士（東京工業大学）。元日本機械学会ロボメカ部門出版委員会副委員長 。
専門は、IoT/AI応用、デザイン思考・システムデザイン工学、プログラミング・機械学習、知能ロボティクス・制御工学。

## 来歴
2001年東京工業大学大学院理工学研究科博士後期課程単位修得退学、2003年工学博士（東京工業大学）。その後、慶應義塾大学環境情報学部専任講師などを経て、2006年大阪工業大学に着任。工学部ロボット工学科教授を経て、2017年より同大学ロボティクス＆デザイン工学部システムデザイン工学科教授。2024年同学科学科長。2014年にはデザイン思考教育を展開するスタンフォード大学から講師を迎えたデザイン思考の学内ワークショップに参加している。
特許技術として、「移動ロボット、移動ロボット制御システム、及びプログラム」（特願：2013-188164  特許：6259233）を取得している。主な学術アドバイザーとして、経済産業省が推進する「スマートものづくり応援隊」事業者である大阪商工会議所の「IoT・オープンネットワーク活用研究会」がある。

## 主な著書・解説記事
- 『図解 OpenGL による3次元CGアニメーション』（共著、オーム社  2005年）
- 『だれでもデキル! Linux 入門』（共著、オーム社  2006年）
- 『Scilabで学ぶシステム制御の基礎』（共著、オーム社  2007年）
- 『組込みユーザのためのアセンブリ/C言語読本』（共著、オーム社  2010年）
- 『図解 コンピュータ概論[ハードウェア]改訂3版』（共著、オーム社  2010年）
- 『プロセッサとソフトウェアから俯瞰するリストバンド型ウェアラブル端末の設計と変遷』（日本設計工学会2016年07月）
- 『突然変異も起こせる発展形「遺伝的プログラミング」のプログラム』（インターフェース、CQ出版社　2018年02月）

## 主な研究
- IoTによるモノの知能化に関する研究
- 階層型のAI・深層強化学習を用いたスタンドアロンロボット制御システムの開発
- 群ロボットにおけるニューラルネットワークの統合による位置情報共有の効率化の検討
- 深層学習を用いたブラウザ環境下で非接触操作を提供する汎用ソフトウェアモジュールの提案
- 深層学習を用いた任意の画像へのQRコード埋め込み手法の性能向上に関する研究
- 自動運転技術の教育及び研究を目的とするオープンソースプラットフォームへのSLAMの実装
- 小型衛星の制御系コンピュータシステムの実装

IoT・プログラミングの対外啓蒙活動として、大阪府・大阪産業局が運営するものづくりビジネスセンター大阪（MOBIO）の「MOBIO-Cafe」2020（テーマ：みんなの身近なIoT ～手作り×低コストで描く生産性向上ストーリー）や、 関西電子情報産業協同組合(KEIS)後援アカデミックフォーラム2017で講演している。